# 小烏戈利卡 (佳切夫區)
48°11′45″N 23°39′17″E / 48.19583°N 23.65472°E
小烏戈利卡（烏克蘭語：Велика Уголька）是位於烏克蘭西部外喀爾巴阡州的佳奇夫區的村莊，處於小烏戈利卡河畔，始建於1610年，面積18平方公里，海拔高度353米，2001年人口2,052。